# 6999 Meitner
6999 Meitner este un asteroid din centura principală de asteroizi. A fost numit după fizica nucleară austriacă Lise Meitner (1878-1968), care a descoperit împreună cu Otto Hahn elementul chimic Protactinium și a scris împreună cu nepotul ei Otto Robert Frisch prima explicație fizico-teoretică a fisiunii nucleare în februarie 1939.

## Istoric
Asteroidul a fost descoperit de către echipa de observatori olandezi Cornelis Johannes van Houten, Ingrid van Houten-Groeneveld și Tom Gehrels, ca parte a celei de-a treia examinare de troiani ((Third Trojan-Survey) de la Observatorul Palomar (cod IAU 675) din California.